# Robert Wagner
Robert John Wagner (Detroit, 10 febbraio 1930) è un attore statunitense.
L'attore ha accumulato sei candidature ai Golden Globe, di cui quattro per Cuore e batticuore, ma nessuna vittoria. Vanta due stelle nella Hollywood Walk of Fame di Los Angeles.

## Biografia
Wagner nasce a Detroit, Michigan, figlio di Hazel Alvera (nata Boe) operatrice telefonica, e Robert John Wagner Sr., venditore che lavorò anche per la Ford Motor Company. I nonni paterni di Robert Wagner erano tedeschi provenienti dalla Germania e i nonni materni erano norvegesi. Si diploma alla Saint Monica Catholic High School nel 1949.
Wagner debutta nel mondo dello spettacolo nel 1950 e già l'anno successivo si fa notare recitando con la futura star Marilyn Monroe nella commedia Mia moglie si sposa (1951) di Richard Sale. Inizia così un'intensa carriera cinematografica per l'attore, che durante gli anni cinquanta appare in ruoli di supporto in La dominatrice del destino (1952) di Walter Lang, con Susan Hayward, e Titanic (1953) di Jean Negulesco, con Barbara Stanwyck e Clifton Webb, fino ad essere protagonista di vari film come Squilli di primavera (1952) di Henry Koster, per il quale ottiene la prima candidatura al Golden Globe, La lancia che uccide (1954) e La montagna (1956), entrambi diretti da Edward Dmytryk e con Spencer Tracy, Giovani senza domani (1956) di Gerd Oswald, In amore e in guerra (1958) di Philip Dunne e I giovani cannibali (1960) di Michael Anderson, ove recita al fianco della moglie Natalie Wood.
Negli anni sessanta Wagner lavora anche in Europa e partecipa a grandi produzioni come Il giorno più lungo (1962) di Ken Annakin e Andrew Marton, I sequestrati di Altona (1962) di Vittorio De Sica, accanto a Sophia Loren e Maximilian Schell, La Pantera Rosa (1963) di Blake Edwards, grande successo internazionale al fianco di Peter Sellers, Claudia Cardinale e David Niven, e Colpo grosso alla napoletana (1968) di Ken Annakin, accanto ancora a De Sica e Raquel Welch. In quel periodo partecipa a film di vario genere, tra cui Detective's Story (1966) di Jack Smight, Il club degli intrighi (1967) di Ron Winston e Indianapolis pista infernale (1969) di James Goldstone. Nel 1972 affianca Bette Davis in Agente segreto al servizio di madame Sin di David Greene.
Nel 1968 gira la serie Tv Operazione ladro, che lo consacra come star televisiva. Coglie nuovi successi sul piccolo schermo con la serie Switch, in onda dal 1975 al 1978, e partecipando a un episodio di un'altra popolare serie, Le strade di San Francisco (1971). Nel 1974 fa parte del cast dello spettacolare film L'inferno di cristallo di John Guillermin, con Paul Newman, Richard Chamberlain, Steve McQueen, Faye Dunaway, William Holden e altri celebri attori; in molte delle scene della pellicola in cui appare, Wagner ha come partner femminile Susan Flannery.
All'inizio degli anni ottanta Wagner è il protagonista di un nuovo grande successo televisivo, la serie Cuore e batticuore, in cui impersona il miliardario Jonathan Hart, accanto a Stefanie Powers nella parte della moglie Jennifer. Il ruolo consente a Wagner di ottenere quattro volte la candidatura al Golden Globe come miglior attore, oltre ad accrescerne la fama presso il pubblico televisivo.
Nel 1983, a distanza di venti anni, torna a interpretare il ruolo di George Lytton in Pantera Rosa - Il mistero Clouseau, sempre diretto da Edwards. Per tutti gli anni novanta continua a interpretare film TV della serie Cuore e batticuore, e ritorna al cinema affermandosi con il ruolo di numero 2 in Austin Powers. Tra il 2003 e il 2006 è Jack Fairfield nella sitcom Hope & Faith e tra il 2007 e 2008 impersona Teddy in Due uomini e mezzo. Nel 2007 partecipa al film Dennis - La minaccia di Natale. Dal 2010 al 2019 è guest star nella serie Tv NCIS - Unità anticrimine, nel ruolo del padre dell'agente Anthony DiNozzo.

## Vita privata

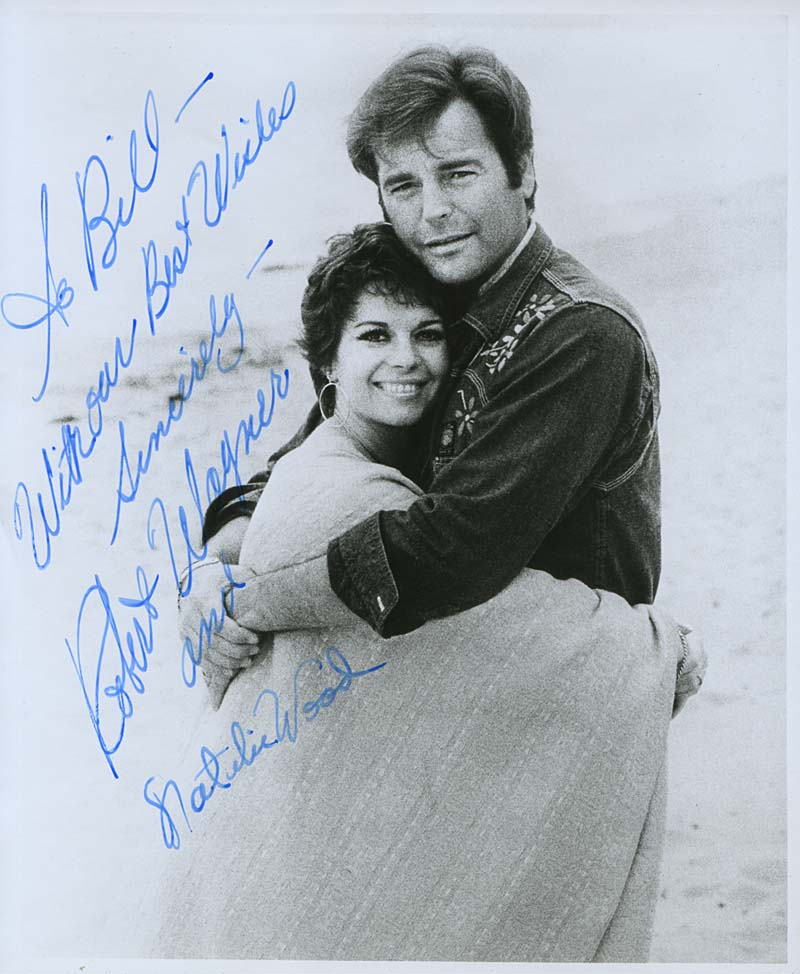
Robert Wagner e Natalie Wood nel 1975

Si sposa nel 1957 con l'attrice Natalie Wood, con una delle cerimonie più fastose di Hollywood. Giovane stella degli anni cinquanta, Wagner per un certo periodo deve affrontare problemi economici che culminano con il divorzio dalla Wood nel 1962. Si sposa una seconda volta nel 1963 con l'attrice Marion Marshall, da cui nel 1964 ha una figlia, Katie.
Nel 1971 divorzia da Marion Marshall e si lega alla cantante Tina Sinatra, con cui si lascia l'anno seguente per risposarsi con la sua prima moglie Natalie Wood e nel 1974 nasce la figlia Courtney. Dopo la tragica e prematura morte di Natalie Wood, avvenuta in circostanze misteriose nel 1981, Wagner si risposa nel 1990 con l'attrice Jill St. John, sua attuale moglie.

## Film su Wagner
Nel 2004, il regista Peter Bogdanovich dirige il film TV Il mistero di Natalie Wood, basato sulla morte di Natalie Wood; nel film, Wagner è interpretato dall'attore Michael Weatherly, uno dei protagonisti di NCIS (curiosamente, in seguito Wagner apparirà in NCIS nel ruolo del padre del personaggio interpretato da Weatherly).

## Filmografia

### Cinema
- The Happy Years, regia di William A. Wellman (1950) - non accreditato
- Okinawa (Halls of Montezuma), regia di Lewis Milestone (1951)
- Teresa, regia di Fred Zinnemann (1951) - non accreditato
- Le rane del mare (The Frogmen), regia di Lloyd Bacon (1951)
- Mia moglie si sposa (Let's Make It Legal), regia di Richard Sale (1951)
- La dominatrice del destino (With a Song in My Heart), regia di Walter Lang (1952)
- Uomini alla ventura (What Price Glory), regia di John Ford (1952)
- Squilli di primavera (Stars and Stripes Forever), regia di Henry Koster (1952)
- La frusta d'argento (The Silver Whip), regia di Harmon Jones (1953)
- Titanic, regia di Jean Negulesco (1953)
- Tempeste sotto i mari (Beneath the 12-Mile Reef), regia di Robert D. Webb (1953)
- Il principe coraggioso (Prince Valiant), regia di Henry Hathaway (1954)
- La lancia che uccide (Broken Lance), regia di Edward Dmytryk (1954)
- La vergine della valle (White Feather), regia di Robert D. Webb (1955)
- Giovani senza domani (A Kiss Before Dying), regia di Gerd Oswald (1956)
- I diavoli del Pacifico (Between Heaven and Hell), regia di Richard Fleischer (1956)
- La montagna (The Mountain), regia di Edward Dmytryk (1956)
- La vera storia di Jess il bandito (The True Story of Jesse James), regia di Nicholas Ray (1957)
- Spionaggio a Tokyo (Stopover Tokyo), regia di Richard L. Breen (1957)
- I cacciatori (The Hunters), regia di Dick Powell (1958)
- In amore e in guerra (In Love and War), regia di Philip Dunne (1958)
- Dinne una per me (Say One for Me), regia di Frank Tashlin (1959)
- I giovani cannibali (All the Fine Young Cannibals), regia di Michael Anderson (1960)
- Rapina a... nave armata (Sail a Crooked Ship), regia di Irving Brecher (1961)
- Il giorno più lungo (The Longest Day), regia di Ken Annakin e Andrew Marton (1962)
- Amante di guerra (The War Lover), regia di Philip Leacock (1962)
- I sequestrati di Altona, regia di Vittorio De Sica (1962)
- La Pantera Rosa (The Pink Panther), regia di Blake Edwards (1963)
- Detective's Story (Harper), regia di Jack Smight (1966)
- Il club degli intrighi (Banning), regia di Ron Winston (1967)
- Colpo grosso alla napoletana (The Biggest Bundle of Them All), regia di Ken Annakin (1968)
- Per un corpo di donna (Don't Just Stand There!), regia di Ron Winston (1968)
- Indianapolis pista infernale (Winning), regia di James Goldstone (1969)
- Agente segreto al servizio di madame Sin (Madame Sin), regia di David Greene (1972)
- L'inferno di cristallo (The Towering Inferno), regia di John Guillermin e Irwin Allen (1974)
- La battaglia di Midway (Midway), regia di Jack Smight (1976)
- Airport '80, regia di David Lowell Rich (1979)
- Pantera Rosa - Il mistero Clouseau (Curse of the Pink Panther), regia di Blake Edwards (1983)
- I Am the Cheese, regia di Robert Jiras (1983)
- Fuori di testa (Delirious), regia di Tom Mankiewicz (1991) (non accreditato)
- I protagonisti (The Player), regia di Robert Altman (1992)
- Dragon - La storia di Bruce Lee (Dragon: The Bruce Lee Story), regia di Rob Cohen (1993)
- Austin Powers - Il controspione (Austin Powers: International Man of Mystery), regia di Jay Roach (1997)
- Sex Crimes - Giochi pericolosi (Wild Things), regia di John McNaughton (1998)
- Something to Believe In, regia di John Hough (1998)
- Overdive, regia di Lev L. Spiro (1998)
- Dill Scallion, regia di Jordan Brady (1999)
- No Vacancy, regia di Marius Balchunas (1999)
- Austin Powers - La spia che ci provava (Austin Powers: The Spy Who Shagged Me), regia di Jay Roach (1999)
- Pazzi in Alabama (Crazy in Alabama), regia di Antonio Banderas (1999)
- Forever Fabulous, regia di Werner Molinsky (1999)
- Incontriamoci a Las Vegas (Play It to the Bone), regia di Ron Shelton (1999)
- The Kidnapping of Chris Burden, regia di Jason Sklaver (2001)
- Nancy & Frank - A Manhattan Love Story, regia di Wolf Gremm (2002)
- Austin Powers in Goldmember, regia di Jay Roach (2002)
- The Calling, regia di Damian Chapa (2002)
- Sol Goode, regia di Danny Comden (2002)
- El padrino, regia di Damian Chapa (2004)
- Little Victim, regia di Dean Matthew Ronalds - cortometraggio (2005)
- Hoot, regia di Wil Shriner (2006)
- Man in the Chair, regia di Michael Schroeder (2007)
- Netherbeast Incorporated, regia di Dean Matthew Ronalds (2007)
- Dennis - La minaccia di Natale (A Dennis the Menace Christmas), regia di Ron Oliver (2007)
- The Wild Stallion - Praterie Selvagge (The Wild Stallion), regia di Craig Clyde (2009)
- Hungover Games - Giochi mortali (The Hungover Games), regia di Josh Stolberg (2014)
- Seven Sisters (What Happened to Monday), regia di Tommy Wirkola (2017)

### Televisione
- Climax! – serie TV, episodio 2x23 (1956)
- The 20th Century-Fox Hour – serie TV, episodi 1x03-1x13 (1955-1956)
- Undicesima ora (The Eleventh Hour) - serie TV, episodio 2x04 (1963)
- Polvere di stelle (Bob Hope Presents the Chrysler Theatre) - serie TV, episodio 3x21 (1966)
- Intrigo a Montecarlo (How I Spent My Summer Vacation), regia di William Hale - film TV (1967)
- Operazione ladro (It Takes a Thief) - serie TV, 66 episodi (1968–1970)
- The Red Skelton Show - serie TV, episodio 20x03 (1970)
- La città degli acquanauti (City Beneath the Sea), regia di Irwin Allen - film TV (1971)
- Reporter alla ribalta (The Name of the Game) - serie TV, episodi 3x07-3x17 (1970-1971)
- Le strade di San Francisco (The Streets of San Francisco) - serie TV, episodio 1x0 (1972)
- Un affare di cuore (The Affair), regia di Gilbert Cates - film TV (1973)
- Colditz - serie TV, 14 episodi (1972–1974)
- Il rapimento di Anna (The Abduction of St. Anne), regia di Harry Falk - film TV (1975)
- Switch - serie TV, 71 episodi (1975–1978)
- Caccia al re (To Catch a King), regia di Clive Donner - film TV (1984)
- Cuore e batticuore (Hart to Hart) - serie TV, 111 episodi (1979–1984)
- Lime Street - serie TV, 8 episodi (1985-1987)
- Affittasi killer (This Gun for Hire), regia di Lou Antonio - film TV (1991)
- I casi di Rosie O'Neill (The Trials of Rosie O'Neill) - serie TV, episodi 2x11-2x12-2x13 (1992)
- Seinfeld - serie TV, 1 episodio (1990–1998)
- Julie - serie TV, episodio 1x05 (1992)
- Cybill - serie TV, episodio 1x01 (1995)
- On the Spot - serie TV, episodio 1x02 (2003)
- Las Vegas - serie TV, episodio 3x19 (2006)
- Hope & Faith - serie TV, 7 episodi (2003–2006)
- Boston Legal - serie TV, episodi 2x26-2x27 (2006)
- Hustle - I signori della truffa (Hustle) - serie TV, episodio 4x01 (2007)
- Due uomini e mezzo (Two and a Half Men) - serie TV, 5 episodi (2007-2008)
- The League - serie TV, episodio 4x09 (2012)
- Happily Divorced - serie TV, episodio 2x14 (2012)
- NCIS - Unità anticrimine (NCIS) - serie TV, 13 episodi (2010-2019)

### Doppiatore
- I Simpson - serie TV, episodio 16x12 (2005) - se stesso
- Piccolo grande eroe (Everyone's Hero), regia di Colin Brady e Dan St. Pierre (2006)

## Doppiatori italiani
- Pino Locchi in La vera storia di Jess il bandito, Titanic, Tempeste sotto i mari, Spionaggio a Tokyo, Squilli di primavera, In amore e in guerra, Okinawa, La lancia che uccide, I diavoli del Pacifico, Il principe coraggioso, La montagna, La frusta d'argento
- Romano Malaspina in Cuore e batticuore (ep. 89-110), Cuore e batticuore - Il ritorno, Cuore e batticuore - Va' dove ti porta il cuore, Cuore e batticuore - Crimini del cuore, Cuore e batticuore - I vecchi amici non muoiono mai, Cuore e batticuore - I segreti del cuore
- Gino La Monica in La battaglia di Midway, Fatal Error, La libreria del mistero - La stanza chiusa, Boston Legal, Las Vegas, NCIS - Unità anticrimine
- Cesare Barbetti in I cacciatori, Detective's story, Colpo grosso alla napoletana, Sex crimes - Giochi pericolosi
- Massimo Turci in La pantera rosa, Indianapolis - Pista infernale, Il giorno più lungo, Il club degli intrighi
- Michele Kalamera in Colditz, Due uomini e mezzo
- Oreste Rizzini in Austin Powers - Il controspione, Hope & Faith
- Manlio De Angelis in Hoot, The Hungover Games
- Alessandro Rossi in Dragon - La storia di Bruce Lee, Overdrive - Tre vite in gioco
- Nino Prester in Austin Powers - La spia che ci provava
- Sergio Di Stefano in Pazzi in Alabama, Austin Powers in Goldmember
- Pino Colizzi in L'inferno di cristallo, Il giro del mondo in 80 giorni
- Gianfranco Bellini in Mia moglie si sposa, Uomini alla ventura
- Antonio Colonnello in Operazione ladro, Switch
- Silvio Anselmo in Seinfeld
- Dario Penne in Cuore e batticuore (ep. 1-24)
- Luciano Melani in Cuore e batticuore (ep. 25-66)
- Massimo Venturiello in Cuore e batticuore (ep. 67-88)
- Mario Cordova in Incontriamoci a Las Vegas
- Giancarlo Maestri in Airport '80
- Giuseppe Rinaldi in Giovani senza domani
- Michele Gammino in S.O.S. - La natura si scatena
- Franco Zucca in Dennis - La minaccia di Natale
- Ambrogio Colombo in Il rapimento di Santa Anna
- Saverio Moriones in La Pantera Rosa - Il mistero Clouseau
- Mauro Gravina ne L'inferno di cristallo (ridoppiaggio)

Da doppiatore è sostituito da:
- Massimo Lodolo ne I Simpson
- Luciano De Ambrosis in Piccolo grande eroe

## Riconoscimenti

### Walk of Fame
Vinti:
- Stella per il suo contributo all'industria cinematografica
- Stella per il suo contributo all'industria musicale

### Golden Globe
Candidatura:
- Miglior attore debuttante, per Squilli di primavera (1953)
- Miglior attore in una serie drammatica, per Operazione ladro (1970)
- Miglior attore in una serie drammatica, per Cuore e batticuore (1980)
- Miglior attore in una serie drammatica, per Cuore e batticuore (1981)
- Miglior attore in una serie drammatica, per Cuore e batticuore (1983)
- Miglior attore in una serie drammatica, per Cuore e batticuore (1984)

### Emmy Awards
Candidatura:
- Miglior attore protagonista in una serie drammatica, per Operazione ladro (1970)

### Telegatto
Vinti:
- Premio Cult TV, (2001)